# Zdeňka Veřmiřovská
Zdeňka Veřmiřovská (Kopřivnice, 27 giugno 1913 – Praga, 13 maggio 1997) è stata una ginnasta cecoslovacca, dal 1992 ceca.

## Palmarès

### Olimpiadi
- 2 medaglie:
  - 1 oro (Londra 1948 nel concorso a squadre)
  - 1 argento (Berlino 1936 nel concorso a squadre)

### Mondiali
- 2 medaglie:
  - 1 oro (Praga 1938 nel concorso a squadre)
  - 1 argento (Praga 1938 nell'all-around)